# Zygodon skujae
Zygodon skujae là một loài rêu trong họ Orthotrichaceae. Loài này được Malta mô tả khoa học đầu tiên năm 1926.